# Mas Treserras (Olost)
El Mas Treserras és una masia d'Olost (Lluçanès) inclosa a l'Inventari del Patrimoni Arquitectònic de Catalunya.

## Descripció
Edifici de forma allargada i planta rectangular amb teulada a dos vessants, que desaigüa a la façana principal. A la façana principal hi trobem un antic portal adovellat i algunes finestres allindades amb pedra treballada. A la banda dreta de l'edifici original s'hi afegí un cosamb una petita galeria. A la part posterior de la casa hi ha un pati i unes quadres. També a la façana lateral esquerra hi han quadres i altres edificacions.

## Història
Aquesta masia pertanyia antigament al terme de Sant Bartomeu del Grau. El segle xv en diferents capítols matrimonial i testaments tenim notícia de la família Tresserra. Així l'any 1427 Constança Tresserra fa compromís de testaments al seu nebot Pere Bernat fill de Pere Savell de Tona, el tres de juny de 1486 Bertomeu Tressarra es casa amb Eulàlia Falgueras de Guerb. Al segle XVII es torna a citar un membre d'aquesta família, Francisca Tresserra que es casà amb Joan Codina de Sant Bartomeu del Grau.
El pis superior fou refet després de patir un incendi fa alguns anys.